# Мария Фьодоровна (София-Доротея)
Вижте пояснителната страница за други личности с името Мария Фьодоровна.
Мария Фьодоровна е вюртембергска принцеса и руска императрица, втора съпруга на руския император Павел I.

## Вюртембергска принцеса
Мария Фьодоровна е родена на 25 октомври 1759 г. в Шчечин, като принцеса София Доротея Августа Луиза Вюртембергска. Тя е най-възрастната дъщеря и трето от общо осемте деца на Фридрих II Ойген, херцог на Вюртемберг, и Фредерика Доротея от Бранденбург-Швет. Когато е на десет семейството ѝ се премества в наследствения замък Мьомпелгард до Базел, тогава в херцогство Вюртемберг, а сега в областта Елзас, Франция. Мьомпелгард е седалище на най-младия клон на династията Вюртемберг и важен културен център, в който се съсредоточават много интелектуалци и политически фигури от обкръжението на радителите и.̀
София получава много по-добро образование от останалите членове на семейството и през целия си живот обича изкуството. На шестнадесет тя говори немски, френски, италиански и латински език. Когато навършва седемнадесет София-Доротея е висока, приятно закръглена, с румени страни и слънчево излъчване. Тя е силна, но и чувствителна, сериозна и наивна. Възпитана е във френски маниер.
През 1773 г. София-Доротея е сред групата германски принцеси, разглеждани като възможни бъдещи съпруги на наследника на руския престол, бъдещия цар Павел I. Въпреки че тогава София няма и четиринадесет години, като по-подходяща е избрана Вилхелмина Луиза Хесен-Дармщатска (Наталия Алексеевна).
София е сгодена за Лудвиг Хесенски, брат на първата съпруга на Павел. Но когато руският престолонаследник овдовява през 1776 г., пруският крал Фридрих II предлага София-Доротея за втора съпруга на Павел. Бившият годеник на София получава парична компенсация за разтрогването на годежа. Така седемнадесетгодишната София-Доротея е избрана един ден да стане руска императрица. Когато майка ѝ се оплаква от нещастната съдба на много руски монарси, София отговаря, че единствената ѝ грижа е да се издигне в новата си родина по-бързо и успешно.
Екатерина Велика посреща ентусиазирано предложението на краля на Прусия, тъй като вюртембергската принцеса има не само нейното високо образование, но носи и рождено ѝ име. Фридрих II урежда брака и София Доротея е поканена в Берлин, където пристига и царевичът Павел. Двамата се срещат за първи път на официална вечеря, давана в чест на неговото пристигане. София умира от нетърпение да разбере, че намеренията на Павел са сериозни, поради което по време на първия им разговор тя е изключително пряма с него. На другия ден София признава, че е силно влюбена в руския престолонаследник. Павел е толкова впечатлен от вюртембергската принцеса, колкото и тя от него. Той признава, че е намерил годеница, за каквато дори и не е мечтал. Двамата се влюбват от пръв поглед.
Малко след като пристига в Петербург през септември 1776 г., София-Доротея приема православието и променя името си на Мария Фьодоровна. Омъжва се за Павел на 26 септември 1776 г. и получава титлата Велика руска княгиня.

## Велика руска княгиня
Павел е изключително грозен и с труден характер, но Мария Фьодоровна е напълно задоволена от съдбата си. Тя никога не изневерява на чувствата си към него и независимо от трудния му и дори тираничен характер, тя остава до края влюбена в него.
Екатерина Велика от самото начало е очарована от снаха си. Въпреки това, отношенията между двете жени бързо се променят. Мария естествено застава зад неглижирания си съпруг в киселите сцени между него и императрицата, но опитите на великата княгиня да намери изход от неудобните ситуации само нагнетяват напрежението между Екатерина и Павел.
През декември 1777 г. Мария Фьодоровна ражда първото си дете, бъдещият цар Александър I. Само три месеца след раждането Екатерина отнася новороденото, за да го отгледа без намесата на родителите му. Когато през април 1779 г. Мария ражда втория си син, Екатерина прави същото. Това поражда силна враждебност у Мария, тъй като на нея и съпруга ѝ са позволени само седмични посещения при децата им. През следващите четири години двойката няма деца.
Лишена от оглеждането на синовете си, Мария Фьодоровна се заема със себе си като зпочва да декорира двореца Павловск, който ѝ е подарък от императрица Екатерина по случай раждането на първия ѝ внук. Благодарение на усилията си Мария създава един от най-красивите културни паметници на Русия.

## Личността на Мария Фьодоровна
Мария Фьодоровна не е голяма красавица, но е висока, справедлива, малко късогледа, но изключително здрава. Осанката ѝ е величествена, а самата тя обича пищността и церемониите на дворцовия живот. Има чувство за разкош и страст към малките дворцови интриги. Заради своята издръжливост тя е способна да прекара цял ден в пълно облекло, без да си даде почивка от умората, като натоварва по същия начин целия си антураж, и постоянно се придържа към етикета дори и в най-интимните моменти на семейния си живот.
Спокойният характер и търпението помагат на София Доротея да се справя с твърдоглавия си съпруг, благодарение на което тя постига изключителни успехи в брака.
Нетипично за Романови, Мария е много пестелива – рядка черта за една принцеса по това време, но все пак тя произлиза от семейство, което дълго време е незначителна издънка на рода Вюртемберг. Пестеливостта ѝ е толкова голяма, че като Велика княгиня тя не се срами да си присвои дрехите на покойната съпруга на мъжа си и обсъжда с придворните си дами твърде тесните пантофки на Наталия Алексеевна.
Мария Фьодоровна е страстна почитателка на изкуството.. Мария е запалена по рисуването, умее да създава красиви гравюри, да моделира бижута и да създава малки предмети от слонова кост и кехлибар, които често подарява на приятелите си. Освен това тя е даровита музикантка и е признат специалист по градинарство, със страст към цветята и други градински растения. В Павловск тя сформира малък литературен кръг и организира представления за съпруга си, който е впечатлен от тези забави. В допълнение към всичко това Мария намира време за благотворителност и организиране на образователни учреждения. Тя основава Института за слепи в Петербург и подпомага кариерата на сляпата музикантка Шарлота Сойерлинг, чиято майка спасява от смърт.
Сериозна и целеустремена, тя си поставя целта да е по-умна от свекърва си и да не губи всяка удобна възможност за противопоставяне на собствените си способности на недостатъците на императрицата. Постоянно дебне да се противопостави на любимците на Екатерина, Потьомкин и Мамонов.
Умна, талантлива, целеустремена и енергична, Мария е напът да организира живота си перфектно и да превърне Павел в пример за дълбоко влюбен в съпругата си мъж.

## Пътешествия в чужбина
Павел и Мария молят Екатерина да им позволи да предприемат пътешествие из Западна Европа. През септември 1781 г. под псевдонимите „граф и графиня Северни“, наследникът на руския престол и съпругата му предприемат пътешествие, което продължава четиринадесет месеца и ги отвежда в Полша, Австрия, Италия, Франция, Белгия, Холандия и Германия. В Париж прави силно впечатление, а в Австрия Йозеф II придружава Мария, оказвайки ѝ по-голяма чест отколкото на Павел.
По време на пътуването си в Италия, Павел и Мария не спират да демонстрират любовта си, като се целуват публично. На връщане към Русия Мария Фьодоровна посещава родителите си във Вюртемберг. През 1782 г. двамата се завръщат в Русия, където Мария отново посвещава времето си на двореца Павловск. В края на 1782 г. великата княгиня ражда дъщеря, Елена Павловна – първата от шестте дъщери, които се раждат на Мария и Павел през следващите дванадесет години.

## Последни години при Екатерина Велика
По време на дългото управление на Екатерина Велика, Павел и Мария са принудени да живеят в изолация в Гатчина. През това време двамата си остават верни един на друг. Имайки голямо влияние върху Павел, Мария бавно извайва грубите черти на характера на съпруга си. Тя продължава да декорира двореца в Павловск и да се занимава с благотворителност и подпомагане на нуждаещите се. Мария продължава да се занимава и с литературния си кръг и театралните представления, които организира за съпруга си и своите близки.
Близките отношения на Павел с придворната дама на Мария, Екатерина Нелидова, са първото препятствие в брака на великата княгиня. Платоничната, както самият Павел я нарича, връзка на царевича с Нелидова наранява дълбоко Мария, тъй като Екатерина Нелидова е нейна близка приятелка. Няколко години отношенията на великата княгиня с Нелидова са обтегнати, но накрая Мария Фьодоровна преглъща обидата и заедно с Нелидова се опитва да успокоява все по-изнервения и нестабилен Павел. Великата княгиня записва всичко в своите дневници, които след смъртта ѝ са унищожени от Николай I.

## Руска императрица
След дванадесет години в сянка смъртта на Екатерина Велика през 1796 г. позволява на Мария Фьодоровна да поеме ролята на императрица на Русия. По времето на Екатерина Мария няма възможност да се намесва в държавните дела, докато самият Павел е държан на страна от тях. Едва след възкачването на Павел на престола Мария Фьодоровна започва да играе все по-активна роля в политиката. Влиянието ѝ над Павел е огромно и в доста случаи – благотворно. Тя се възползва от влиянието си, за да помага на приятелите и да отмъщава на враговете си.
Мария има изключителен вкус. Дворците в Гатчина и Царское село, Зимният дворец и Ермитажът са декорирани и обзаведени по неин вкус. Обича изкуството и го покровителства постоянно. Най-големият ѝ принос към Русия е основаването на първото девическо училище и много други благотворителни организации. Тези институции оцеляват до Октомврийската революция през 1917 г. Като императрица тя успява да помогне на много свои бедни роднини, включително и на брат си Александър Вюртембергски, някои от които са поканени в Русия.
Въпреки че с Павел вече не са толкова близки както някога, Мария запазва добри и топли отношенията си с него. Te обаче пострадват много през последната година от управлението на съпруга ѝ. След раждането на последното им дете през 1798 г. императорът започва връзка с деветнадесетгодишната Анна Лопухина, като и този път той твърди, че отношенията им са невинни и имат по-скоро „бащински“ характер.
Павел I управлява точно четири години, четири месеца и четири дни. Императорът е убит на 12 март 1801 г.

## Императрица майка
В нощта на убийството на съпруга си Мария Фьодоровна се опитва да повтори примера на Екатерина Велика и се обявява за императрица и наследница на престола на Павел, като се основава на факта, че е била коронована заедно с него. Няколко дни синът ѝ Александър I се опитва да я убеди да се откаже от намеренията си, тъй като няма реална подкрепа зад себе от нито една партия в двора. Известно време след това, когато синът ѝ я посещава, като мълчалив упрек към сина си Мария Фьодоровна винаги поставя между двамата ковчеже с окървавената пижама, носена от Павел в нощта на убийството му. Въпреки това отношенията между двамата успяват да се възстановят и благодарение на Александър Мария Фьодоровна, която овдовява само на четиридесет и две години, запазва най-високото място в руския двор след това на сина си. Доказателство за това е фактът, че по време на официалните церемонии тя върви, хванала под ръка сина си, докато съпругата му, императрица Елизавета Алексеевна, се движи зад нея. Този обичай, императрицата майка да се ползва с предимство пред съпругата на управляващия цар, е необичаен за руския двор и обтяга отношенията между Мария и снаха ѝ.
Мария Фьодоровна не само запазва най-престижния женски ранг в империята, но продължава да управлява благотворителните организации, контролира кредитната банка и се радва на значителни доходи, които ѝ позволяват да поддържа висок стил на живот. Апартаментът ѝ е обзаведен с най-скъпата и луксозна мебелировка. Имитирайки стила на Екатерина Велика, Мария посещава военните паради, облечена с военна униформа и накичена с ордени по гърдите си. Разточителният начин на живот на Мария Фьодоровна, която се облича пищно и е заобиколена от множество придворни дами и шамбелани, е в контраст със семплия дворцов живот при Александър I, чиято скромност, заедно със затворения характер на съпругата му, не съвпадала със старото екатериненско великолепие на Мария Фьодоровна.
Бъдещето и образованието на по-малките ѝ деца са главна грижа за Мария Фьодоровна през първите години след смъртта на Павел. Мария е грижовна и любяща майка и въпреки че Екатерина ѝ е отнела двете най-големи деца, тя изгражда близки отношения с тях, каквито има с по-малките си синове и дъщери. Те остават искрено привързани към нея. Александър I ѝ позволява да придобие тотален контрол над бъдещето на по-малкия му брат, бъдещия Николай I, и великия княз Михаил. Тя напразно се опитва образованието им да надмине това, което Екатерина дава на Александър I и брат му Константин, но не успява да избере подходящи учители за Николай и Михаил. Когато децата ѝ порастват, царицата майка води непрекъсната кореспонденция с тях, но поради хладния характер на Мария, тя остава напълно дистанцирана.
Поради високото положение на Мария Фьодоровна в двора дворецът ѝ в Павловск става средоточие на видни петербургски политици, но опитите ѝ да влияе над политиката на сина си не се увенчават с успех. Тя остро се противопоставя на всеки опит на Александър I да се споразумее с Наполеон Бонапарт. В това отношение Мария остава твърда и непоклатима. Когато френският император предлага да се ожени за най-малката ѝ дъщеря, Анна Павловна, Мария Фьодоровна твърдо се противопоставя на това. Дворецът ѝ става център на антинаполеоновски настроения по време на Наполеоновите войни, така че тя си остава докрай жесток враг на Бонапарт.
Преминала петдесетте, Мария Фьодоровна запазва своята младежка енергичност. Благодарение на изключителното си здраве тя надживява пет от децата си, в това число и най-големия си син Александър I и съпругата му Елизавета Алексеевна, вижда възкачването на трона на другия си син Николай I и става важна фигура в началното възпитание на внука си, бъдещия Александър II.
Мария Фьодоровна умира на 5 ноември 1828 г. в Павловск. След смъртта си тя продължава да бъде почитана от своите наследници, а за бъдещите руски царици Мария Фьодоровна си остава пример за подражание. Дворецът в Павловск, в който тя прекарва голяма част от живота си, е запазен от наследниците ѝ така, както тя го оставя, и се превръща в семеен музей. Първоначално, според волята ѝ, той е предаден на сина ѝ, великия княз Константин Павлович, чиито наследници живеят в него до 1917 г.

## Наследници
Мария Фьодоровна и император Павел I имат десет деца:
- Александър Павлович (1777 – 1825) – бъдещият император Александър I
- Константин Павлович (1779 – 1831)
- Александра Павловна (1783 – 1801)
- Елена Павловна (1784 – 1803)
- Мария Павловна (1786 – 1859)
- Екатерина Павловна (1788 – 1819)
- Олга Павловна (1792 – 1795)
- Анна Павловна (1795 – 1865), кралица на Нидерландия
- Николай Павлович (1796 – 1855) – бъдещият императорНиколай I
- Михаил Павлович (1798 – 1849)